# Sádočné
Sádočné (bis 1946 slowakisch „Sádečné“; ungarisch Szádecsne) ist eine Gemeinde in der Nordwestslowakei mit 158 Einwohnern (Stand 31. Dezember 2024) und gehört zum Okres Považská Bystrica, einem Kreis des Trenčiansky kraj.

## Geographie
Die Gemeinde befindet sich im Gebirge Strážovské vrchy in einem kleinen Talkessel am Oberlauf des Baches Domanižanka im Einzugsgebiet der Waag. Das Ortszentrum liegt auf einer Höhe von 430 m n.m. und ist 16 Kilometer von Považská Bystrica entfernt.
Nachbargemeinden sind Domaniža im Norden und Osten, Fačkov im Süden, über ein Viereck Čičmany im Südwesten und Čelkova Lehota im Westen.

## Geschichte
Sádočné wurde zum ersten Mal 1339 als Saddexna schriftlich erwähnt und der Ortsname stammt aus dem Familiennamen Sadecký. Diese Familie erschien schon 1268 in einer Urkunde von Béla IV. und hatte ihre Vorfahren aus Polen. Das Dorf war jahrhundertelang Besitz der ortsansässigen Familie. 1598 standen sieben Häuser in Sádočné, 1784 hatte die Ortschaft 24 Häuser, 31 Familien und 185 Einwohner, 1828 zählte man 16 Häuser und 249 Einwohner.
Bis 1918 gehörte der Ort im Komitat Trentschin zum Königreich Ungarn und kam danach zur Tschechoslowakei beziehungsweise heute Slowakei. 1940 gab es im Ort 42 Häuser und 205 Einwohner. Von 1979 bis 1990 war Sádočné Teil der Gemeinde Domaniža.

## Bevölkerung
| Jahr                | 1994 | 2004     | 2014    | 2024    |
| ------------------- | ---- | -------- | ------- | ------- |
| Anzahl der Personen | 181  | 161      | 165     | 158     |
| Unterschied         |      | −11,04 % | +2,48 % | −4,24 % |

| Jahr                | 2023 | 2024    |
| ------------------- | ---- | ------- |
| Anzahl der Personen | 159  | 158     |
| Unterschied         |      | −0,62 % |

Gemäß der Volkszählung 2011 wohnten in Sádočné 159 Einwohner, alle davon Slowaken.
156 Einwohner bekannten sich zur römisch-katholischen Kirche. Ein Einwohner war konfessionslos und bei zwei Einwohnern wurde die Konfession nicht ermittelt.

## Bauwerke und Denkmäler
- Gebäude der ehemaligen Gaststätte im Barockstil aus der zweiten Hälfte des 18. Jahrhunderts